# Tanja Perec
Tanja Perec (ur. 8 czerwca 1992 roku) – chorwacka strzelczyni sportowa, uczestniczka igrzysk olimpijskich w Rio de Janeiro. 

## Igrzyska olimpijskie
Wzięła udział w rywalizacji w strzelaniu z karabinku małokalibrowego z trzech pozycji na igrzyskach olimpijskich w 2016 roku. W kwalifikacjach zajęła 29. miejsce, uzyskując 572 punkty. Wynik ten nie dał jej awansu do kolejnego etapu rywalizacji. 